# Fedora Project

Логотип проєкту Fedora

Проєкт Fedora — спільнота, займається розробкою операційної системи Fedora, а також рядом інших проєктів. Цей проєкт з'явився в результаті злиття Red Hat Linux (RHL) та проєкту Fedora Linux у вересні 2003 року, і офіційно спонсорується Red Hat. В проєкті Fedora Linux розробляли пакунки Extras для старих версій Red Hat Linux (RHL 8, RHL 9, FC 1, FC 2) до того, як він став частиною проєкту Fedora.
Після поділу Red Hat Linux на Red Hat Enterprise Linux та Fedora користувачі RHL мали можливість вибору. Був створений Red Hat Professional Workstation, покликаний зайняти нішу RHL. Однак він був відторгнутий користувачами на користь Fedora. Зараз спільнота Fedora активно розвивається й дистрибутив Fedora являє собою відкриту розробку, сконцентрованої на новітніх технологіях та тісним зв'язком із основною гілкою розробки Linux.

## Керівництво
Проєкт не є окремою юридичною особою або організацією. Red Hat несе відповідальність за її дії. Рада Fedora Project Board керує проєктом Fedora та містить п'ять осіб, призначених Red Hat, плюс чотири особи, що обираються спільнотою. Окрім того, Red Hat призначає голову проєкту (Fedora Project Leader), у якого є можливість накласти вето на будь-які рішення ради. Red Hat в свій час створила окремий фонд Fedora Foundation, щоб керувати проєктом, але після розгляду багатьох проблем скасував його на користь теперішньої моделі правління.
Проєкт полегшує комунікацію онлайн середовища своїх розробників та членів спільноти, використовуючи сторінки Вікі та списку розсилання. Проєкт координує щорічний саміт Fedora Users and Developers Conference (FUDCon). Допоміжні конференції проводяться в Німеччині, Англії та Індії.